# Burmese anglais
Pour les articles homonymes, voir Burmese.
Le burmese anglais ou burmese européen est une race de chat issue du burmese américain et développée au Royaume-Uni à partir des années 1950. Ce chat de taille moyenne est caractérisé par sa robe sépia. Il se différencie de son homologue américain essentiellement par son visage en forme de triangle avec des yeux moins ronds.

## Historique
Le Tamra Meow ou Livre de poèmes des chats est un recueil thaïlandais de vers richement illustré dont la rédaction est située entre 1350 et 1767 et qui décrit dix-sept chats différents, certains portant bonheur et d'autres non. Le manuscrit répertorie et décrit de façon poétique les races de chats existant à cette époque et fait la description du burmese. Il est possible que des burmeses aient concouru en Angleterre au XIXe siècle comme des siamois.
En 1930, un marin américain ramène à San Francisco une chatte de Birmanie : Wong-Mau, dont la robe couleur noisette montrait de légères variations dans l'intensité de la couleur, plus forte aux extrémités (pattes, queue, tête) sans toutefois porter le patron à pointes. Wong-Mau est achetée par le docteur Joseph Thomson. Une autre version de l'histoire considère que Joseph Thomson a directement ramené Wong-Mau de Birmanie. Le docteur effectua plusieurs croisements avec des chats d'origine thaïlandaise et notamment un siamois sealpoint afin de reproduire la robe de Wong-Mau. La Cat Fancier Association (CFA) reconnaît la race en 1936. Les premiers burmeses sont importés au Royaume-Uni au début des années 1950 et reconnus par le Governing Council of the Cat Fancy (GCCF) en 1952. 
Les éleveurs britanniques continuent le programme d'élevage avec les siamois plus longtemps qu'en Amérique et développent leur propre type de burmese, plus oriental que le burmese américain et acceptant un plus grand nombre de couleurs. La couleur bleue est enregistrée en quelques années. Le roux, le crème et l'écaille-de-tortue - issu d'un croisement accidentel, ces couleurs n'existant pas naturellement chez les burmeses, sont acceptés dans les années 1970. Les différences entre le burmese type américain et le burmese type anglais deviennent trop importantes et deux races sont à présent reconnues : le burmese anglais et le burmese américain. Le burmese anglais est très populaire au Royaume-Uni où il fait partie du top 10 des races les plus appréciées.

## Standards

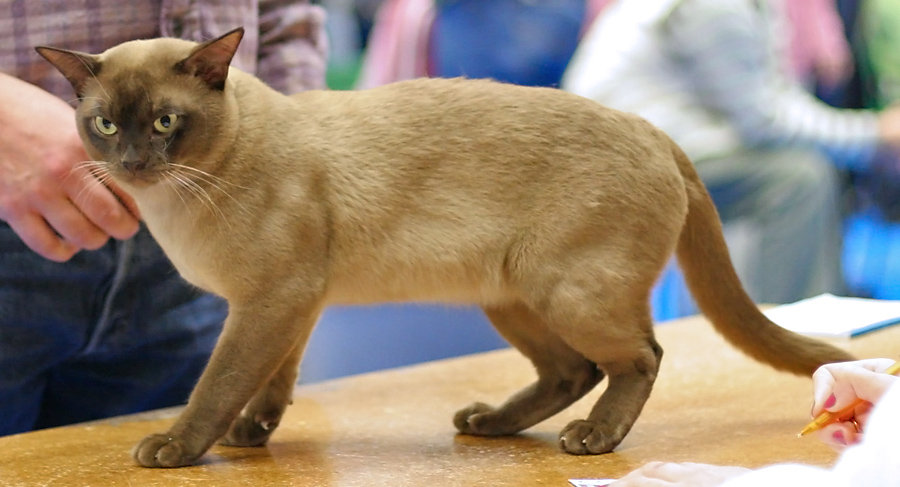
Mâle chocolat présenté à une exposition féline finlandaise.

Le Livre officiel des origines félines (LOOF) et la Cat Fanciers' Association (CFA) font la distinction entre les deux types ; notons que la CFA nomme « burmese » le burmese américain et « burmese européen » le burmese anglais. Le Governing Council of the Cat Fancy (GCCF), la Fédération internationale féline (FIFé) et la World Cat Federation ne reconnaissent que le burmese anglais, sous l’appellation « burmese ».
Le burmese anglais est un chat de taille moyenne au physique athlétique et harmonieux de type semi-foreign. L'encolure de taille moyenne est bien musclée, la poitrine est large. Les pattes sont fines, proportionnées au corps et les pieds sont ovales. La queue est de longueur moyenne, mais plus longue et fine que celle du burmese américain. 
La tête forme un triangle avec des pommettes hautes et un museau arrondi, les oreilles se plaçant dans le prolongement du triangle. Le front est légèrement arrondi sans être bombé. Le nez est droit avec un stop marqué. Les yeux, de couleur jaune, sont grands avec une ligne supérieure oblique et une ligne inférieure arrondie. 
La fourrure est courte, douce et lustrée. Le patron est sépia, c'est-à-dire de couleur unie subtilement ombrée sur les pattes, la tête et la queue. Les couleurs acceptées sont le noir (seal sepia ou zibeline ou sable), le bleu, le chocolat (champagne), le lilas (platine), le roux, le crème, le tortie.

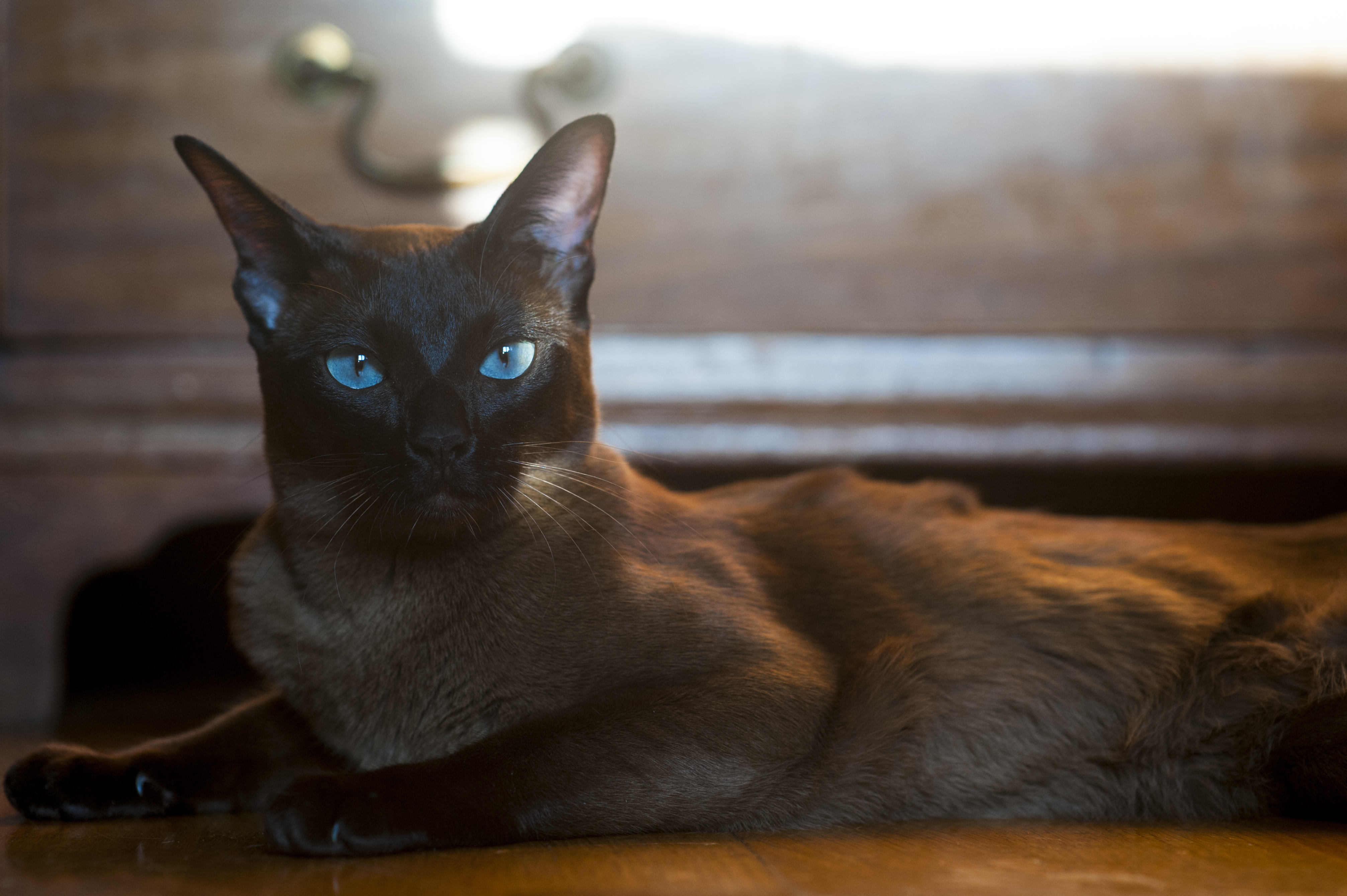
Burmèse Zibeline de 18 mois.
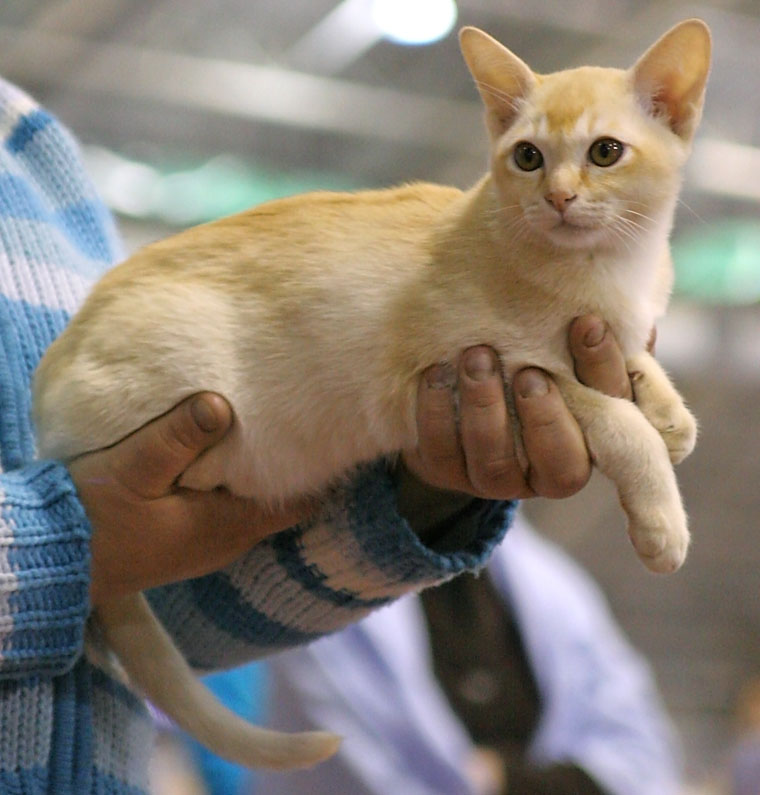
Chaton burmese anglais roux
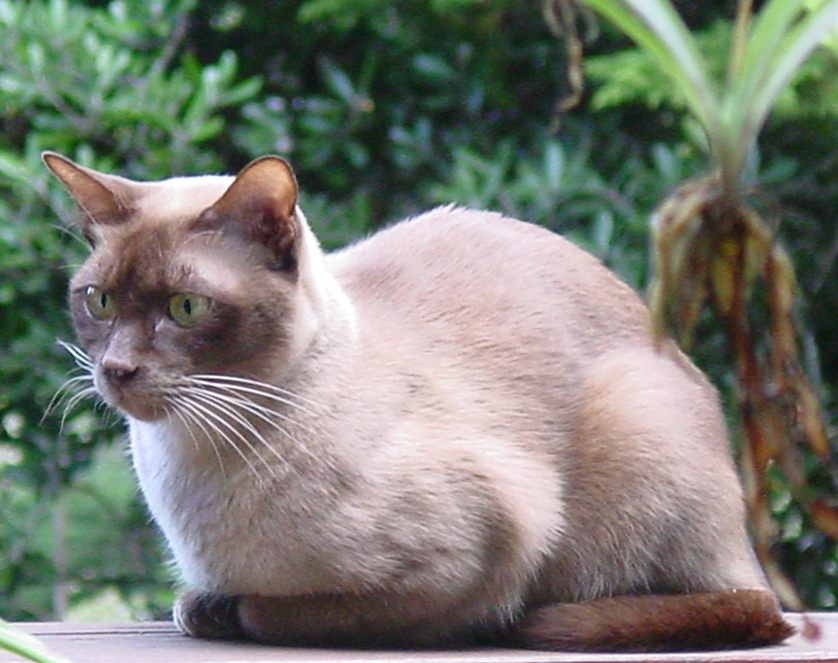
Burmese anglais chocolat
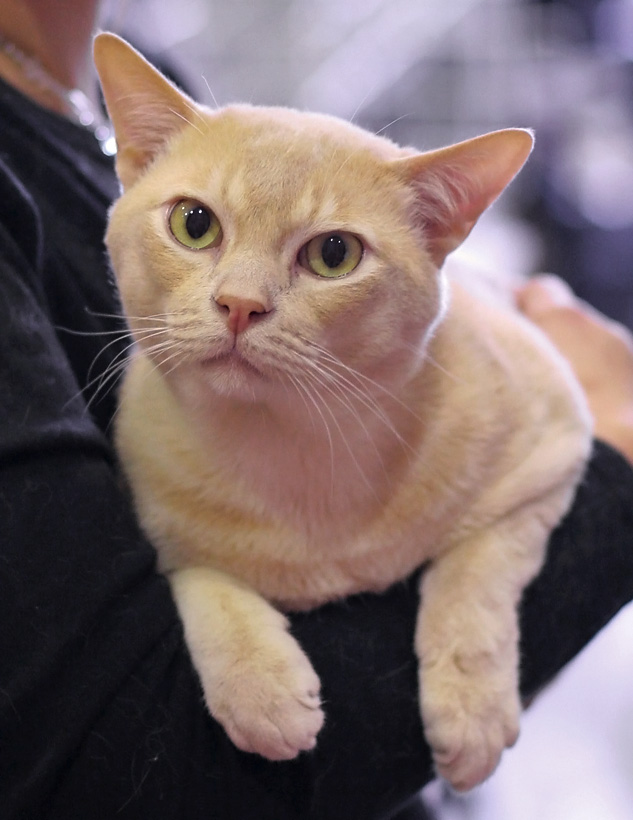
Burmese anglais crème
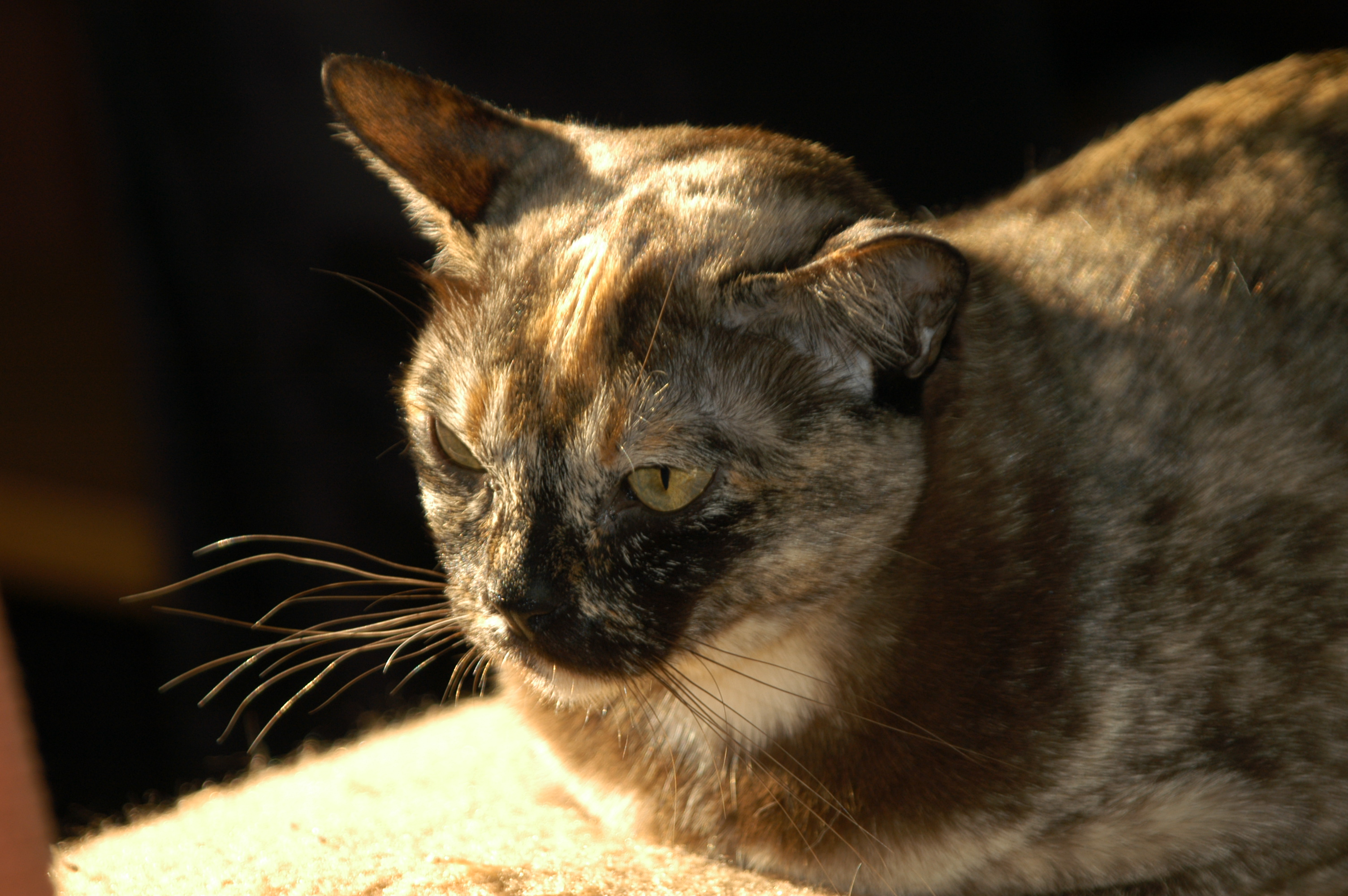
Burmese anglais tortie
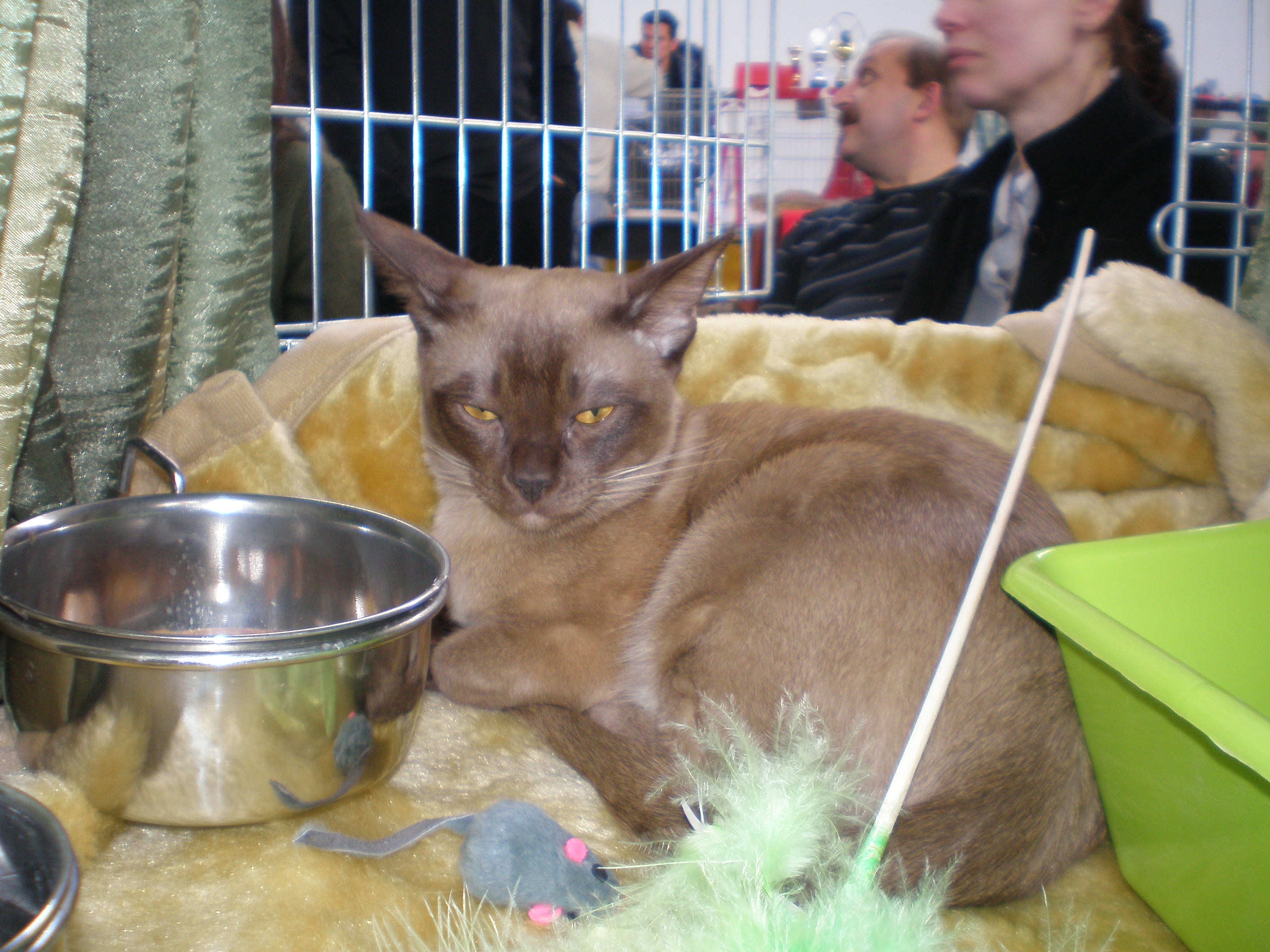
Burmese anglais noir

## Races liées
Le burmilla, l'asian et le tiffany sont issus du burmese.

## Génétique
Les burmeses sont uniquement porteurs du gène sépia. La couleur apparaît progressivement au cours de la croissance.

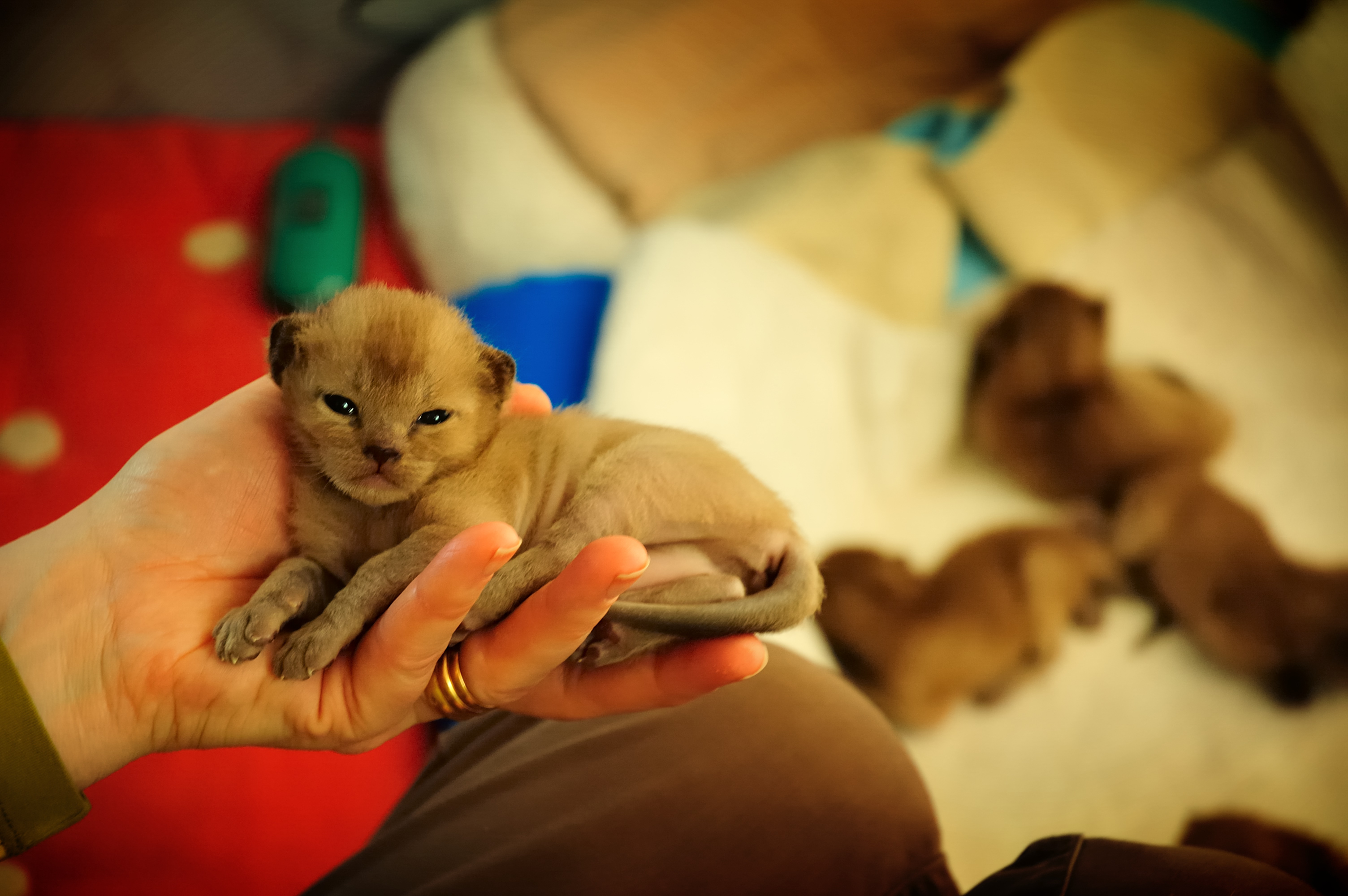
Deux semaines
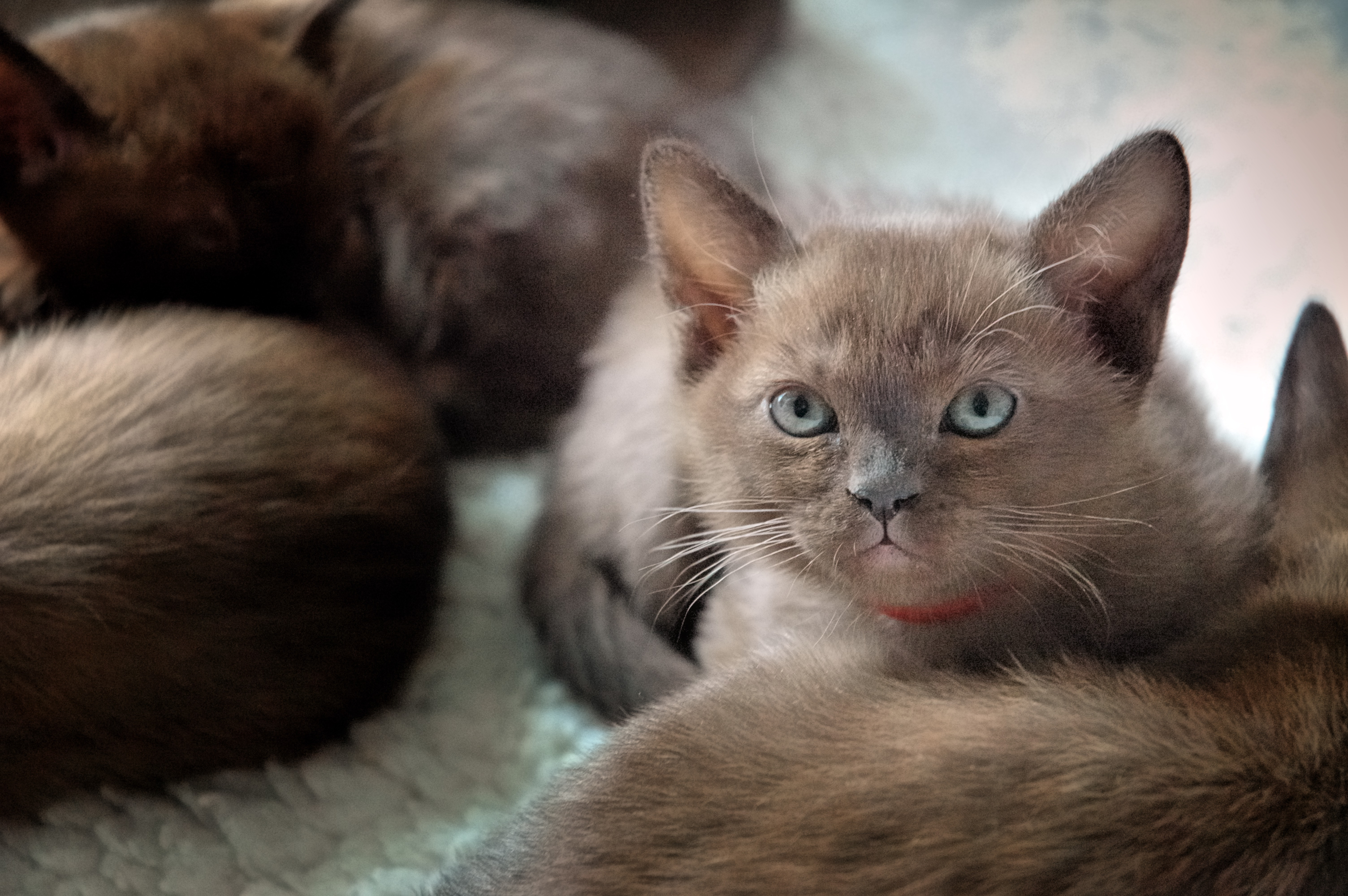
Quelques mois
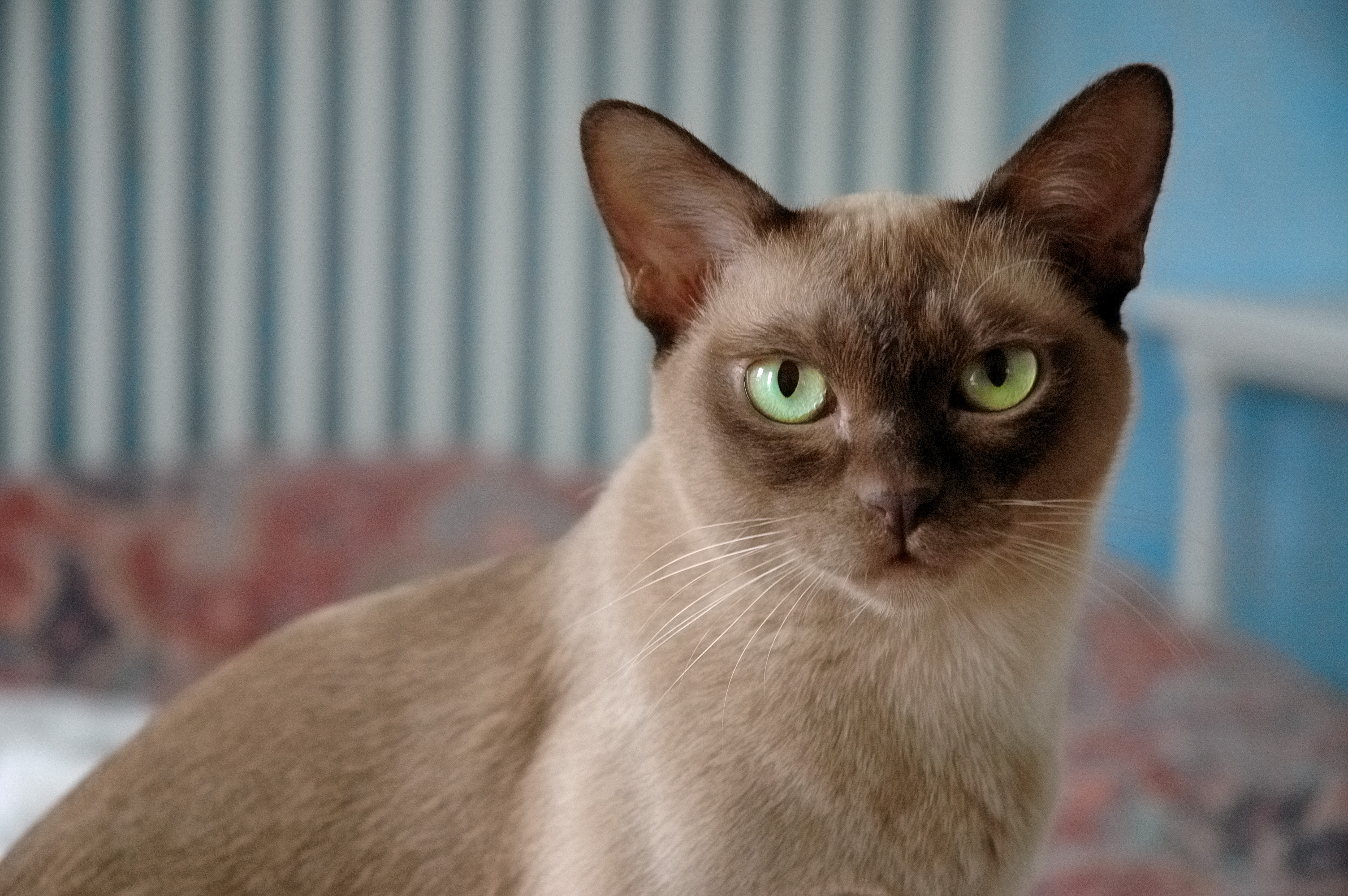
Deux ans

## Caractère
Le burmese est décrit par Christiane Sacase comme exubérant et sportif ; il s'adapterait à la vie en appartement mais préfèrerait vivre en extérieur où il serait bon chasseur. Il est fidèle et affectueux avec son maître. Sa voix rappellerait celle du siamois.